# Edwin Móvil
Edwin Movil (Barranquilla, Atlántico, Colombia; 7 de mayo de 1986) es un futbolista colombiano. Juega como mediocampista.

## Boyacá Chicó
Luego de permanecer por cuatro años en el Once Caldas es contactado por el Boyacá Chicó para que integrara sus filas, con el equipo ajedrezado se convirtió rápidamente en uno de los jugadores insignia de la institución siendo fundamental título del 2008. Luego de su participación en 2008 y 2009 en Copa Libertadores decide tomar nuevos rumbos y es cedido al Belgrano de Córdoba de Argentina por una temporada ha su regreso anotó una buena cantidad de goles. A la fecha Edwin es el goleador histórico y jugador con más partidos disputados en Boyacá Chicó

Estadísticas en Boyacá Chicó
| Competición           | Partidos | Goles | Promedio Goleador |
| --------------------- | -------- | ----- | ----------------- |
| Primera División      | 255      | 43    | 0,17              |
| Copa Colombia         | 36       | 11    | 0,31              |
| Copa Libertadores     | 5        | 1     | 0,20              |
| Total en Boyacá Chicó | 296      | 55    | 0,19              |

## Selección nacional
Con la Selección Colombia hizo parte del equipo que logró el cuarto lugar en la Copa Mundial de Fútbol Sub-17 de 2003 disputada en Finlandia.

## Clubes
| Club                | País      | Año         |
| ------------------- | --------- | ----------- |
| Once Caldas         | Colombia  | 2002 - 2006 |
| Boyacá Chicó        | Colombia  | 2006 - 2009 |
| Belgrano de Córdoba | Argentina | 2009 - 2010 |
| Boyacá Chicó        | Colombia  | 2010 - 2014 |
| Cúcuta Deportivo    | Colombia  | 2015        |
| Deportivo Pereira   | Colombia  | 2016 - 2020 |

## Estadísticas
Actualizado al último partido jugado el 5 de diciembre de 2019.
| Once Caldas · Colombia |               |               |     |    |    |    |   |     |     |    |
| 1ª | 2002/06       | 12            | 0   | -  | -  | 0  | 0 | 12  | 0   |    |
| Total club | Total club    | 12            | 0   | 0  | 0  | 0  | 0 | 12  | 0   |    |
| Boyacá Chicó · Colombia |               |               |     |    |    |    |   |     |     |    |
| 1ª | 2006/08       | 98            | 14  | 2  | 1  | 2  | 0 | 102 | 15  |    |
| 1ª | 2009          | 15            | 1   | 0  | 0  | 3  | 1 | 18  | 2   |    |
| 1ª | 2010          | 14            | 2   | 0  | 0  | -  | - | 14  | 2   |    |
| 1ª | 2011          | 31            | 4   | 15 | 5  | -  | - | 46  | 9   |    |
| 1ª | 2012          | 35            | 10  | 9  | 2  | -  | - | 44  | 12  |    |
| 1ª | 2013          | 30            | 6   | 2  | 1  | -  | - | 32  | 7   |    |
| 1ª | 2014          | 32            | 6   | 8  | 2  | -  | - | 40  | 8   |    |
| Total club | Total club    | 255           | 43  | 36 | 11 | 5  | 1 | 296 | 55  |    |
| Belgrano de Cordoba Argentina                                                                                               |               |               |     |    |    |    |   |     |     |    |
| 2ª | 2009/10       | 14            | 1   | -  | -  | -  | - | 14  | 1   |    |
| Total club | Total club    | 14            | 1   | 0  | 0  | 0  | 0 | 14  | 1   |    |
| Cúcuta Deportivo · Colombia                                                                                                 |               |               |     |    |    |    |   |     |     |    |
| 1ª | 2015          | 21            | 2   | 4  | 0  | -  | - | 25  | 2   |    |
| Total club | Total club    | 21            | 2   | 4  | 0  | 0  | 0 | 25  | 2   |    |
| Deportivo Pereira · Colombia                                                                                                |               |               |     |    |    |    |   |     |     |    |
| 2ª | 2016          | 14            | 1   | -  | -  | -  | - | 14  | 1   |    |
| 2ª | 2017          | 14            | 0   | -  | -  | -  | - | 14  | 0   |    |
| 2ª | 2018          | 26            | 1   | 5  | 0  | -  | - | 31  | 1   |    |
| 2ª | 2019          | 38            | 3   | 1  | -  | -  | - | 39  | 3   |    |
| Total club | Total club    | 92            | 5   | 6  | 0  | 0  | 0 | 98  | 5   |    |
| Total carrera | Total carrera | Total carrera | 394 | 51 | 46 | 11 | 5 | 1   | 445 | 63 |
| (1) Incluye datos de la Copa Colombia . (2) Incluye datos de Copa Libertadores. (3) No incluye goles en partidos amistosos. |               |               |     |    |    |    |   |     |     |    |

## Palmarés

### Campeonatos nacionales
| Título          | Club              | País     | Año  |
| --------------- | ----------------- | -------- | ---- |
| Torneo Apertura | Once Caldas       | Colombia | 2003 |
| Torneo Apertura | Boyacá Chicó      | Colombia | 2008 |
| Primera B       | Deportivo Pereira | Colombia | 2019 |

### Copas internacionales
| Título            | Club        | País     | Año  |
| ----------------- | ----------- | -------- | ---- |
| Copa Libertadores | Once Caldas | Colombia | 2004 |